# Arlindo Rocha
Arlindo Rocha (Oporto, 23 de septiembre de 1921-1999) fue  un escultor portugués.

## Datos biográficos
Arlindo Rocha es  considerado un pionero de la escultura abstracta en Portugal, pudiendo considerarse a la par de Jorge Vieira, Manuel Pereira da Silva y Fernando Fernandes (escultor) en el movimiento de emancipación de la escultura de su vocación  estatuaria.
Fue uno de los miembros del Grupo portuense "Independentes" (años 1940). 
Fue premiado con una medalla de  plata en la Exposición Universal de Bruselas (1958), y con el Premio del Salón de los Novísimos, de (1959).

## Formación
Se licenció en Escultura, en la Escuela Superior de Bellas Artes de Oporto, en 1945. En 1953 obtuvo una beca del Instituto de Alta Cultura para viajar a Italia y en 1959 una beca del BCG para Egipto y Grecia, visitando también los principales museos de Europa. 

## Obras
Entre las mejores y más conocidas obras de Arlindo Rocha se incluyen las siguientes:
- Mujer y árbol Mulher e Arvore (1948) en el Museo Gulbenkian.
- Ciencia(1961).
- La Poesía, El Mar y la Tierra, fuente en Setúbal 1971.
- Obispo de Oporto (1979)

## Galería de imágenes

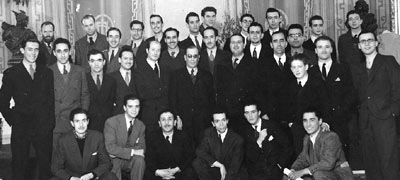
El grupo de los Independientes en 1944
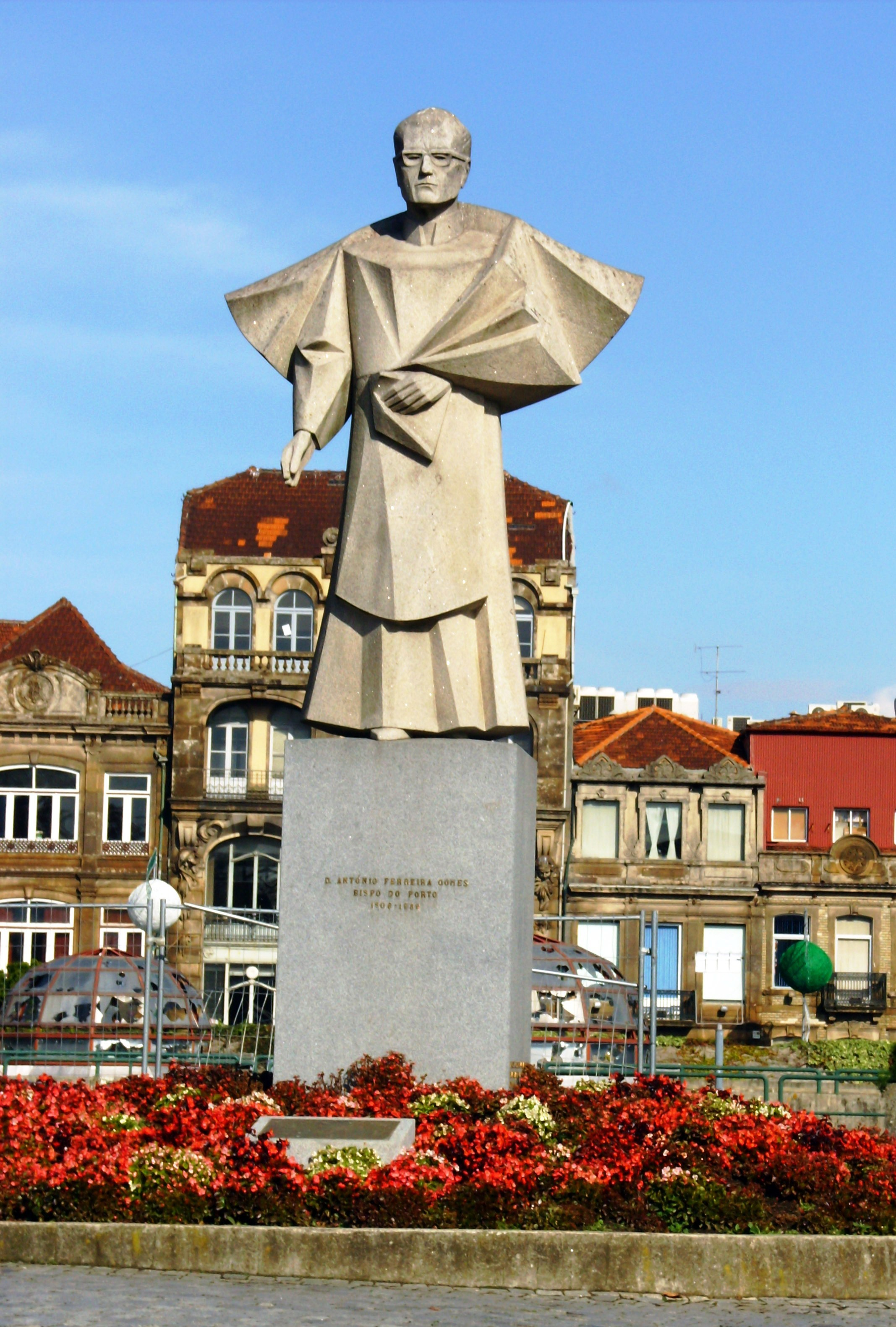
António Ferreira Gomes, obispo de Oporto: estatua en la ciudad de Oporto, Portugal.